# Teuthowenia megalops
Teuthowenia megalops é uma espécie de molusco pertencente à família Cranchiidae.
A autoridade científica da espécie é Prosch, tendo sido descrita no ano de 1849.
Trata-se de uma espécie presente no território português, incluindo a zona económica exclusiva.